# .zm
.zm je vrhovna internetska domena (country code top-level domain - ccTLD) za Zambiju. Domenom upravlja ZAMNET Communication Systems Ltd.

## Vanjske poveznice
- IANA .zm whois informacija  Arhivirana inačica izvorne stranice od 3. prosinca 2008. (Wayback Machine)